# Homestuck
Homestuck è un fumetto online pubblicato a partire dal 13 aprile 2009 dal disegnatore Andrew Hussie.
L'opera consiste in una combinazione di immagini statiche, GIF animate, registri di messaggi istantanei e giochi realizzati con Adobe Flash.
È noto per la sua trama complessa e per una lunghezza considerevole di oltre 8.000 pagine.

## Trama
|  |  |  |

L'avventura è incentrata su quattro ragazzini di 13 anni; John Egbert, Dave Strider, Rose Lalonde e Jade Harley.
I ragazzi, acquistando la beta di un videogioco, causano inavvertitamente la fine del mondo attraverso una cascata di meteore diretta verso coloro che installano il gioco. Tramite il gioco stesso, riescono a fuggire in un mondo fantastico che segue le regole di un gioco di ruolo e, una volta lì, cercano di ottenere delle risposte sul modo in cui potranno salvare il loro pianeta.
Ciascuno di loro possiede un pianeta e un ruolo con determinati compiti ad esso affidati, composto da una classe (ad esempio "Strega") e un aspetto (ad esempio "Spazio"), spesso non esattamente corrispondente, se non del tutto opposto, al normale comportamento del giocatore.
Tutta la sessione di gioco è ambientata nell'Incipisfera: essa si presenta come un sistema solare, dove sono presenti i quattro pianeti dei giocatori, Prospit, Derse (due piccoli pianeti dove vivono le versioni oniriche dei giocatori e dove esistono, rispettivamente, l'armata della Luce e dell'Ombra) e Skaia. Questo si presenta come un globo luminoso (che possibilmente illumina tutta l'Incipisfera) percorso continuamente da nubi che mostrano eventi passati presenti e futuri, con al centro un Campo di Battaglia (ovvero una scacchiera) che si evolve man mano che il Kernel Sprite, lo spirito guida del giocatore, viene portato avanti prima dell'ingresso nel Medium (anello di vuoto dove ruotano i pianeti che separa Prospit e Derse).
Durante il normale proseguimento della sessione, dodici troll contatteranno i giocatori, osteggiandoli all'inizio, ma finendo per aiutarli: in realtà anch'essi avevano cominciato una sessione di Sburb nel loro pianeta di origine, portandola al compimento, nonostante ciò, non riuscirono a reclamare la "Ricompensa finale" a causa di un demone proveniente da una sessione parallela aperta da altri quattro giocatori che ha distrutto tutta la loro Incipisfera, costringendo i troll a ritirarsi in un laboratorio nascosto del Veil. Purtroppo però, la sessione aperta dai quattro bambini si rivela essere fallimentare: infatti, la Rana della Genesi (un essere vivente che rappresenta l'Universo stesso) creata da Kanaya e Karkat presenta una sequenza di DNA mancante, motivazione che ha causato il cancro nell'universo umano e ha portato alla materializzazione di esso tramite Jack Noir, successivamente divenuto Bec Noir a causa del fallimento di Jade nella prototipizzazione del suo Kernel Sprite avvenuta con Becquerel (il suo cane, semidio della terra) che lo ha reso particolarmente potente (per nessuno, fino ad adesso, è stato possibile ucciderlo).
Causando un enorme Scratch in una struttura presente nella terra di Dave, il Beat Mesa, la sessione e l'universo verranno resettati: ascendendo tutti e quattro al God Tier (ovvero, diventando divinità con poteri definiti dal proprio ruolo) e riuscendo a scappare in un luogo in cui il riavvio non abbia effetto (e quindi evitando di essere cancellati dalla loro presente esistenza), i quattro ragazzi aspettano di raggiungere la nuova sessione, aperta da altri quattro ragazzi di quindici anni (Jane Crocker, Jake English, Roxy Lalonde e Dirk Strider), utilizzando però la Alpha di Sburb. In questo modo, potranno finire finalmente il gioco. Sfortunatamente, però, la morte di entrambi gli universi, quello dei Troll e quello degli Umani, ha portato alla creazione di un mostro, Lord English, che opera secondo un continuum spazio-temporale proprio, tanto è vero che quando si parla di esso, viene ripetuta spesso l'affermazione "He is already here" (Egli è già qui): da qui ne deriva che è impossibile scappare da lui e che va ucciso secondo alcuni Glitch temporali.

## Stile e sviluppo
Il fumetto è stato ispirato da videogiochi come The Sims, Spore ed EarthBound. Come nel precedente webcomic, Problem Sleuth, l'avventura è caratterizzata da viaggi temporali, mistero, un complesso universo immaginario e frequenti riferimenti alla cultura e alle precedenti avventure. Homestuck, al contrario delle altre storie MS Paint Adventures, include anche giochi online e la cultura digitale. Inoltre, il fumetto introduce anche le animazioni realizzate con Adobe Flash, che rappresentano un grande passo in avanti rispetto alle avventure precedenti che utilizzavano esclusivamente immagini GIF per l'animazione.
Lo stile iniziale del webcomic è stato sviluppato per essere avanzato dai contributi dei fan che decidevano quali azioni avrebbero intrapreso i personaggi. Tuttavia, una volta che la base dei fan è cresciuta significativamente nel 2010, Hussie si è allontanato da questo stile perché il metodo risultava "Troppo difficile da gestire per mantenere caratteri coerenti".
Il 13 aprile 2016, esattamente sette anni dopo l'inizio di Homestuck, Hussie ha pubblicato l'ultimo capitolo del webcomic: un cortometraggio animato di nove minuti.
Il 20 aprile 2019 esce l'epilogo ufficiale di Homestuck che porta il lettore a dover scegliere una di due diverse storie da leggere: Carne o Caramella.

## Personaggi

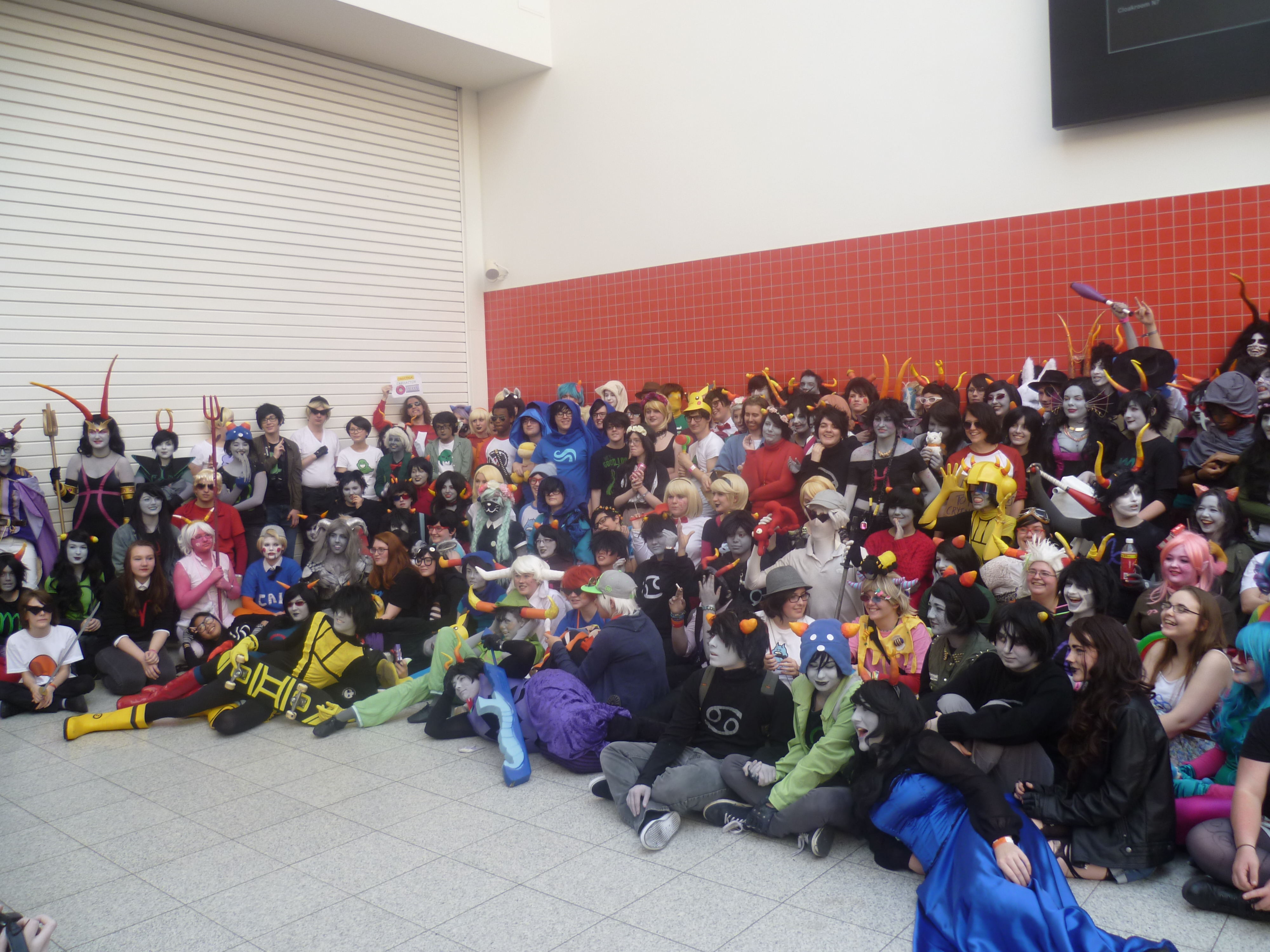
Un gruppo di Cosplayer al MCM London Comic Con nel 2014

### Ragazzi
I primi atti del fumetto si concentrano su quattro ragazzi di 13 anni che installano la beta di un videogioco.
- John Egbert è protagonista del fumetto nonché il primo personaggio che viene introdotto. È rappresentato come un fedele leader del gruppo nonostante sia descritto come un adolescente combinaguai.[10]
- Rose Lalonde è ritratta come intellettuale, sia attraverso la sua ossessione della letteratura lovecraftiana, sia attraverso la sua organizzazione e pianificazione del movimento del gruppo durante la storia. Oltre ad avere un interesse per la magia, il personaggio si diverte anche a lavorare a maglia ed usa i suoi aghi come armi.[10]
- Dave Strider è un ragazzo che apprezza le cose solo con ironia ed è il migliore amico di John. Indossa sempre degli occhiali Aviator oscurando completamente i suoi occhi e brandisce spade di grandi dimensioni in situazioni di pericolo.[11]
- Jade Harley viene descritta come la più renitente del gruppo,[12] vive su un'isola remota insieme al suo cane e riesce a vedere il futuro attraverso i suoi sogni. Jade è stata quella ad incoraggiare gli altri tre ragazzi a giocare a Sburb e quindi a far mettere in moto la trama.[10]

### Troll Beta
Mentre nei primi atti Andrew Hussie si concentra su un tema più realistico, nel quinto introduce una specie aliena chiamata troll, basata sui troll di internet. Essi vivono sul pianeta Alternia, in un'altra dimensione, e rappresentano una sorta di comportamento emarginato e controverso.
- Aradia Megido è una potente sensitiva ed è la responsabile del recupero del codice di Sgrub, la versione troll di Sburb. Amava molto l'archeologia ma ha misteriosamente perso interesse per tutto cioè che le piaceva. La notte che ha perso il suo Lusus ha cominciato a sentire le voci dei morti più chiaramente.[14] Il suo segno zodiacale è ariete e il suo sangue è carminio, la casta più bassa nell'hemospectrum e con la vita più breve.
- Tavros Nitram si mostra interessato alle storie fantasy, in particolare a Pupa Pan, la versione alterniana di Peter Pan.[15] Ha anche la capacità di parlare con gli animali e di controllarli mentalmente. Usa una sedia a rotelle dopo l'incontro con Vriska, la sua cotta, che lo ha lasciato paralizzato. Il suo segno zodiacale è toro e il suo sangue è arancione.
- Sollux Captor è un esperto programmatore informatico con presenti varie forme di dualità. Il suo nome deriva da quello di Castore e Polluce, le stelle principali della costellazione dei gemelli. Il suo segno zodiacale è gemelli e il suo sangue è giallo.
- Karkat Vantas è il leader della squadra dei troll, la sua introduzione avviene nel quinto atto e rispecchia quella di John all'inizio del fumetto. Ha un carattere difficile, forte e spesso scortese, ma ha un forte senso di giustizia e un buon cuore. Il suo segno zodiacale è cancro e il suo sangue è rosso.
- Nepeta Leijon vive in una grotta con il suo Lusus ed è nota per i suoi comportamenti da gatto. Mostra un interesse per il Furry fandom e lo shipping, una combinazione che Hussie ha descritto come "per efficienza".[13] Il suo segno zodiacale è leone e il suo sangue è verde olivastro.
- Kanaya Maryam ha un grande interesse per la moda ed è fortemente influenzata dalla vergine Maria. Nel corso della storia diventa un vampiro e si fidanza con Rose, una delle relazioni più apprezzate dell'intero webcomic.[16] Il suo segno zodiacale è vergine e il suo sangue è verde scuro.
- Terezi Pyrope guida Dave attraverso i precedenti atti di Homestuck. Il personaggio è cieco ed è capace di visualizzare il mondo attraverso il senso dell'olfatto e del gusto. È un'avida giocatrice e ha un forte senso di giustizia.[17] Il suo segno zodiacale è bilancia e il suo sangue è acquamarina.
- Vriska Serket nel corso della storia prende il ruolo di antieroe.[16] La sua arma è un insieme di leggendari dadi a otto lati che, a causa della sua grande fortuna, provocano sempre degli attacchi critici. Ha una protesi metallica al posto del braccio destro e porta una benda all'occhio destro. Il personaggio è descritto come spietato e manipolatore ed è stato considerato tra i più hardcore. Il suo segno zodiacale è scorpione e il suo sangue è azzurro.
- Equius Zahhak è un esperto di robotica e bodybuilding.[18] Nonostante la sua profonda convinzione nel sistema della cultura troll, ha un'adorazione verso Aradia. Il suo segno zodiacale è sagittario e il suo sangue è blu.
- Gamzee Makara è un troll con forti legami alla sua fede religiosa, simile a quella dei giullari, con forti credenze verso i miracoli e verso l'arrivo del Carnevale Oscuro.[10] Ha una forte ossessione per il Faygo ed è in ottimi rapporti con Karkat e Tavros. Il suo segno zodiacale è capricorno e il suo sangue è viola.
- Eridan Ampora viene mostrato come un aristocratico con un forte desiderio genocida. Il suo segno zodiacale è aquario e il suo sangue è violetto.
- Feferi Peixes è un abitante marino come Eridan ed è l'erede legittimo per il dominio di Alternia. Il suo segno zodiacale è pesci e il suo sangue è magenta, la casta più alta nell'hemospectrum essendo quella dei reali.

## Caratteristiche

### Sburb
Sburb, o Sgrub per i troll, è un videogioco in stile The Sims. L'obiettivo del gioco è di completare varie missioni, ma si possono anche creare delle stanze per interagire con gli altri giocatori. Ogni nuova connessione client-server genera una sessione unica del gioco apparentemente indipendente da tutte le altre, a meno che non venga formato un collegamento di connessioni con gli altri giocatori.

### Pesterchum
Pesterchum è un programma di messaggistica online, simile a MSN Messenger. Il suo equivalente troll si chiama Trollian e, grazie alla loro tecnologia, permette di messaggiare con persone del passato o del futuro.

### Kernelsprite
Ogni giocatore inizialmente riceve un'entità, il Kernelsprite, una piccola sfera luminosa galleggiante che parla un linguaggio incomprensibile. Prima di entrare nel Medium, il Kernelsprite deve essere prototipato in un Cruxtruder, combinandolo con un oggetto o con una persona. Prende quindi la forma delle caratteristiche principali dell'oggetto prototipato. Quando si entra nel mezzo, si divide in un Kernel e uno Sprite. Il Kernel stesso è diviso in due, una metà va a Prospit, l'altra a Derse, portando così le sue caratteristiche ai regni. L'altra metà, lo Sprite, è una specie di fantasma che dovrebbe aiutare il giocatore. Può subire una seconda prototipazione anche dopo l'entrata.

### Hemospectrum
L'Hemospectrum è il grafico dei colori del sangue posseduti dai troll, che costituisce la base del loro sistema di caste, con implicazioni sociali e biologiche. Il sangue di un Lusus, il guardiano che si prende cura dei giovani troll, ha lo stesso colore del troll associato. Andrew Hussie ha affermato che, escludendo le mutazioni, esistono solo 12 tipi di sangue, suddivisi in tre classi e determinati da un segno zodiacale.
| Segno zodiacale Colore del sangue | Troll Beta | Troll Alpha | Ancestors  |
| Highbloods                        | Highbloods | Highbloods  | Highbloods |
| --------------------------------- | ---------- | ----------- | ---------- |
|                                   | Feferi     | Meenah      | Condesce   |
|                                   | Eridan     | Cronus      | Dualscar   |
|                                   | Gamzee     | Kurloz      | Highblood  |
|                                   | Equius     | Horuss      | Darkleer   |
| Midbloods                         |            |             |            |
|                                   | Vriska     | Aranea      | Mindfang   |
|                                   | Terezi     | Latula      | Redglare   |
|                                   | Kanaya     | Porrim      | Dolorosa   |
|                                   | Nepeta     | Meulin      | Disciple   |
| Lowbloods                         |            |             |            |
|                                   | Karkat     | Kankri      | Signless   |
|                                   | Sollux     | Mituna      | Psionic    |
|                                   | Tavros     | Rufioh      | Summoner   |
|                                   | Aradia     | Damara      | Handmaid   |

## Sequel
L'opera, intitolata Homestuck^2: Beyond Canon, nasce il 25 ottobre 2019 insieme al suo sito ufficiale. A differenza dell'opera originale, sebbene la storia sia stata ideata dallo stesso Andrew Hussie, la scrittura del secondo capitolo è stata affidata a James Roach, con il quale aveva già collaborato in passato.

## Community
La dimensione della community è grandissima, con circa un milione di visitatori al sito ogni giorno.
L'attore Dante Basco è noto come un fan del webcomic, essendo stato invitato a leggerlo da amici. Questo interesse per il webcomic ha portato a creare un'amicizia con Andrew Hussie facendogli anche inventare un nuovo personaggio, Rufioh, con le peculiarità e personalità del tipografo di Basco.
Quando una pausa temporanea è stata annunciata all'inizio di luglio 2012, i fan del webcomic hanno iniziato a creare una moltitudine di falsi screenshot di una versione fittizia di un anime basato su Homestuck, con alcuni sottotitoli e loghi di vari canali TV giapponesi.
All'interno del sito For Fans By Fans, Homestuck vende prodotti ideati dalla community.

## Libri

### TopatoCo
A partire dal 2011, TopatoCo ha pubblicato i primi tre atti di Homestuck in formato libro.
- Homestuck Book One (2011)[32][33]
- Homestuck Book Two (2013)[34][35]
- Homestuck Book Three (2013)[36][37]

### Viz Media
Nell'aprile 2018, Andrew Hussie collabora con Viz Media per pubblicare l'intero webcomic in formato libro.
- Homestuck, Book 1: Act 1 & Act 2 (2018)[39][40]
- Homestuck, Book 2: Act 3 & Intermission (2018)[41][42]
- Homestuck, Book 3: Act 4 (2018)[43][44]
- Homestuck, Book 4: Act 5 Act 1 (2019)[45][46]
- Homestuck, Book 5: Act 5 Act 2 Part 1 (2019)[47][48]
- Homestuck, Book 6: Act 5 Act 2 Part 2 (2020)[49][50]
- The Homestuck Epilogues: Volume Meat / Volume Candy (2020)[51][52]

## Musiche
Il successo della serie ha incoraggiato Andrew Hussie a realizzare diversi album musicali disponibili sul sito di musica online Bandcamp. Attualmente si contano 34 album per un totale di 585 brani.